# Thuật ngữ giải phẫu vị trí
Tiêu chuẩn thuật ngữ chỉ vị trí trong giải phẫu giải thích một cách rõ ràng đối với giải phẫu về động vật, bao gồm cả con người.
Tất cả động vật có xương sống (bao gồm cả con người) có cùng cấu trúc cơ thể cơ bản –  chúng tuân thủ chặt chẽ sự đối xứng sinh học trong giai đoạn đầu phôi và tương đối đối xứng khi đạt đến tuổi trưởng thành. Điều này có nghĩa là ngoại hình 2 phần cơ thể khi chia thành một nửa sẽ như ảnh phản chiếu của một chiếc gương. Vì những lý do này, các thuật ngũ chỉ hướng cơ bản có thể được sử dụng cho các động vật xương sống. Mở rộng ra, các thuật ngữ này cũng có thể được dùng cho nhiều loài khác (động vật không xương sống).
Trong khi những thuật ngữ này được tiêu chuẩn hóa dành riêng cho lĩnh vực sinh học, có những sự khác biệt không thể tránh khỏi, đôi khi rất lớn, giữa một số các quy định chung. Ví dụ, sự khác biệt trong từ ngữ vẫn còn một vấn đề mà, ở một số trường hợp, vẫn phân biệt thuật ngữ giải phẫu người với các từ sử dụng cho một vài chủng loài động vật khác.